# Tony Buff
Tony Buff (Pittsburgh, 30 agosto 1970) è un attore pornografico e regista statunitense, che lavora nell'ambito della pornografia gay come uno dei più noti esponenti dei generi BDSM e fetish, lavorando inoltre come attivista ed educatore di tali pratiche.

## Biografia
Di origini italoamericane, è nato a Pittsburgh, Pennsylvania, ma è cresciuto nel sud della California. Dopo il diploma di scuola superiore, all'età di diciassette anni, entra a far parte del corpo dei marines, successivamente studia filosofia e scienze politiche presso la California State University, a Long Beach.
Inizia la sua carriera nella pornografia gay nel 2007, prendendo parte al film Soldiers of Misfortune, prodotto da Zeus Studio. Il suo vero debutto, avviene però nel settembre del 2007 quando firma un contratto come modello esclusivo per Titan Media e partecipa al film Fear, primo di una serie di film targati Titan/Folsom, linea dedicata al genere BDSM e leather. Come performer in esclusiva con la Titan Media, si distingue rapidamente nel settore, guadagnandosi una nomination ai GayVN Award per il miglior fetish performer, e due nomination ai Grabby Award miglior emergente e miglior attore, per Home invasion.
Nel 2010 viene nuovamente candidato ai Grabby Awards, ottenendo cinque nomination e vincendo nelle categorie "Hottest Cock Cut" e "Performer of the Year" (ex aequo con Adam Killian). A meno di due anni nel settore hard, Buff continua la sua collaborazione con Titan Media attraverso il lancio di una nuova linea di RACK (Risk Aware Consensuale Kink) ispirata ai video in cui si esibisce e co-dirige assiemea all'operatore video Paul Wilde.
La sua passione per le arti sadomaso che lo ha reso un noto attivista e leader riconosciuto nella sua comunità locale, collaborando e dando una mano in vari eventi di raccolta fondi. È membro del consiglio direttivo e dei produttori della Washington State Mr/Ms Leather Organization, inoltre è membro di Seattle Men in Leather e di altre associazioni dalle connessioni leather.
Buff si definisce bisessuale e vive a Seattle, dove lavora come educatore, con frequenti spostamenti in tutti gli Stati Uniti e Canada per dimostrare e insegnare le tecniche BDSM, oltre che essere un assiduo collaboratore di Instigator Magazine.
Dopo essere stato per anni un modello esclusivo per la Titan Media, nel gennaio del 2011 firma un contratto con i Raging Stallion Studios come performer, regista e responsabile della linea Fetish Force, dedicata ai prodotti di genere BDSM e fetish.

## Premi
- Grabby Awards 2010 - Performer of the Year[4]
- Grabby Awards 2010 - Hottest Cock Cut
- Hard Choice Awards 2010 - Performer of the Year[5]
- GayVN Awards 2010 - Best Duo Sex Scene (con Will Parker)
- Grabby Awards 2012 - Best Duo (con Adam Killian)[6]

## Filmografia

### Attore
- Soldiers of Misfortune (2007) - Zeus Studio
- Fear (2007) - Titan Media
- Breakers (2007) - Titan Media
- Chainsaw (2008) - Titan Media

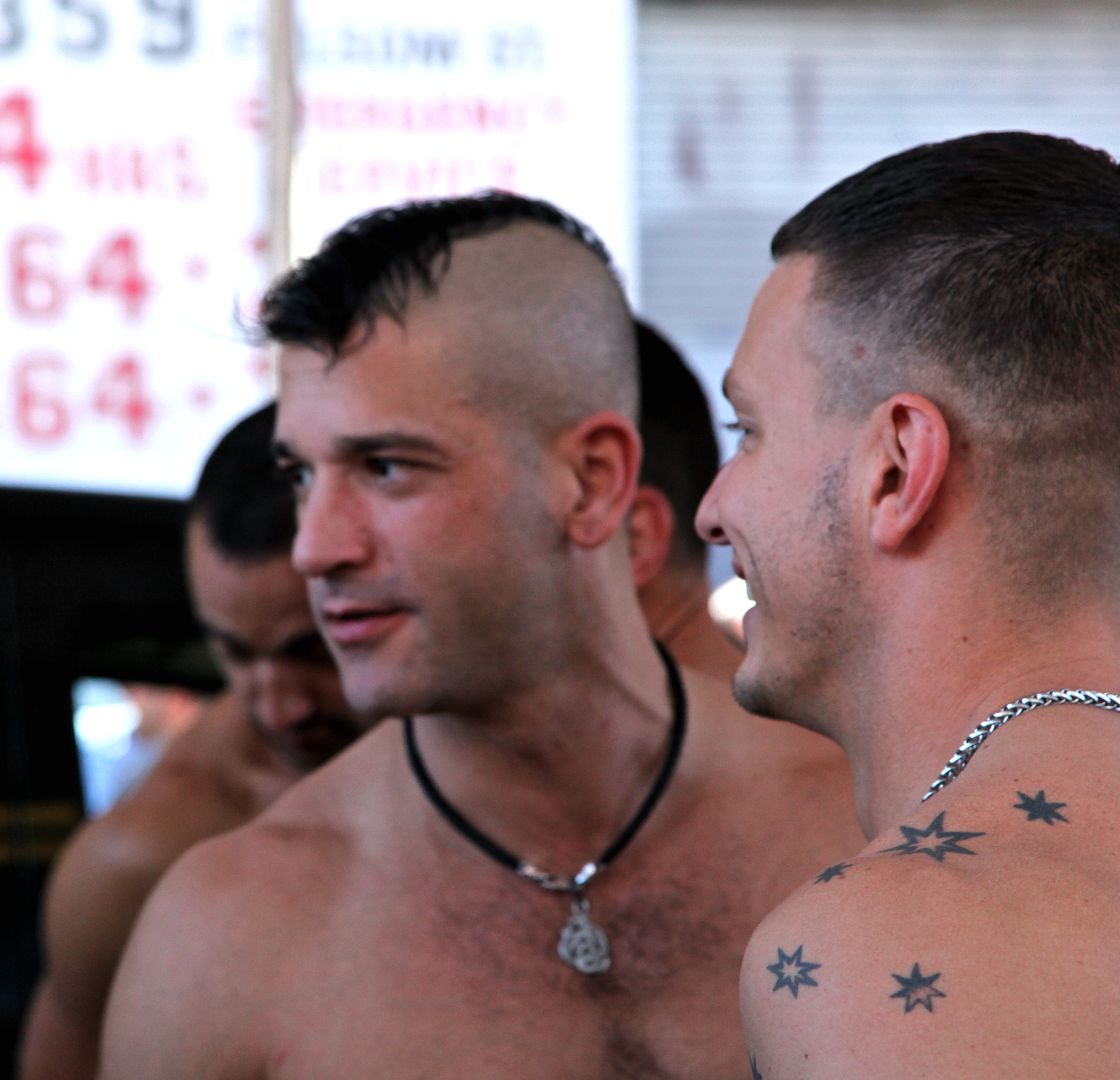
Tony Buff alla Folsom Street Fair

- Sounding #1 (2008) - Raging Stallion Studios
- Folsom Prison (2008) - Titan Media
- Folsom Undercover (2008) - Titan Media
- Funhouse (2008) - Titan Media
- Squeeze Play (2008) - Shotgun Video
- Home Invasion (2009) - Titan Media
- Triage (2009) - Titan Media
- Double Wide (2009) - Titan Media
- Folsom Flesh (2009) - Titan Media
- Shock Treatment (2009) - TitanMen Rough
- Fist and Piss (2009) - TitanMen Rough
- Folsom Maneuvers (2009) - Titan Media
- Eye Contact (2009) - Titan Media
- Battle Creek Breakdown (2009) - Titan Media
- Bound & Beaten (2010) - TitanMen Rough
- Abuse of Power (2010) - TitanMen Rough
- Pierced (2010) - Titan Media
- Slick Dogs (2010) - Titan Media
- Anal Assault (2010) - TitanMen Rough
- Criminal Intent (2010) - Titan Media
- Filthy Fuckers (2010) - TitanMen Rough
- BFF: Bound Flogged Fisted (2010) - TitanMen Rough
- Kennel Master (2010) - TitanMen Rough
- Invasive Procedures (2011) - TitanMen Rough
- Live Sex (2011) (Raging Stallion/Hard Friction)
- The Other Side of Aspen VI (2011) (Falcon Studios)
- Industrial Encounters (2011) (Fetish Force / Raging Stallion Studios)
- Wet Punk Faggot Sounding (2011) (Fetish Force / Raging Stallion Studios)
- He's Got a Big Package (Raging Stallion Studios) (2011)
- Dog Fight (Fetish Force / Raging Stallion Studios) (2011)
- Back Alley (Fetish Force / Raging Stallion Studios) (2012)
- Sounding #7: RAMROD (Fetish Force / Raging Stallion Studios) (2012)
- Barefoot and Fisted (Fetish Force / Raging Stallion Studios) (2013)

### Regista
- Shock Treatment (2009) - TitanMen Rough
- Fist and Piss (2009) - TitanMen Rough
- Bound & Beaten (2010) - TitanMen Rough
- Abuse of Power (2010) - TitanMen Rough
- Pierced (2010) - Titan Media
- Anal Assault (2010) - TitanMen Rough
- Criminal Intent (2010) - Titan Media
- BFF: Bound Flogged Fisted (2010) - TitanMen Rough
- Kennel Master (2010) - TitanMen Rough
- Invasive Procedures (2011) - TitanMen Rough
- Industrial Encounters (2011) (Fetish Force / Raging Stallion Studios)
- Wet Punk Faggot Sounding (2011) (Fetish Force / Raging Stallion Studios)
- Dog Fight (2011) (Fetish Force)
- Alley Cats (2011) (Raging Stallion Studios)
- Back Alley (Fetish Force / Raging Stallion Studios) (2012)
- Sounding #7: RAMROD (Fetish Force / Raging Stallion Studios) (2012)
- Safeword (Fetish Force / Raging Stallion Studios) (2012)
- Hoodies (Fetish Force / Raging Stallion Studios) (2013)
- Barefoot and Fisted (Fetish Force / Raging Stallion Studios) (2013)
- Backyard Boys (Fetish Force / Raging Stallion Studios) (2013)